# Alto Amazonas (tỉnh)
Tỉnh Alto Amazonas (tiếng Tây Ban Nha: Provincia de Alto Amazonas) là một tỉnh thuộc vùng Loreto của Peru. Tỉnh Alto Amazonas có diện tích 61077 km², dân số thời điểm theo điều tra dân số ngày 11 tháng 7 năm 1993 là 113904 người. Tỉnh lỵ đóng ở Yurimaguas.